# Competitievoetbal in Finland
Het competitiesysteem van Finland op voetbalgebied bestaat uit een groot aantal voetbalcompetities waarin clubs kunnen promoveren en degraderen.

## Structuur
De hoogste competitie in het Finse voetbal (niveau 1) is de Veikkausliiga. Deze competitie bestaat uit een landelijke divisie van twaalf clubs. De winnaar mag zich landskampioen van Finland noemen.
Deze winnaar kwalificeert zich voor de eerste voorronde van de UEFA Champions League terwijl de nummer twee zich plaatst voor de eerste voorronde van de UEFA Cup. Deze eer is tevens weggelegd voor de winnaar van de Suomen Cup.
De nummer twaalf van de ranglijst zal degraderen naar de Ykkösliiga (niveau 2), terwijl de nummer elf het in een promotie-/degradatiewedstrijd moet opnemen tegen de nummer twee van de Ykkösliiga om voor de Veikkausliiga behouden te blijven. Tot en met 2023 was de Ykkönen het tweede voetbalniveau, maar door de toevoeging van de Ykkösliiga in de voetbalpiramide, schoof de Ykkönen een laag naar beneden in de voetbalpiramide.
De winnaar van de Ykkösliiga verwisselt van plaats met de nummer twaalf van de Veikkausliiga. In de Ykkösliiga spelen twaalf clubs, waarbij de laagst geklasseerde degradeert naar de Ykkönen en de nummer negen de eindronde speelt tegen de runner-up van de derde klasse. 
De Ykkönen bestaat weer uit twaalf ploegen, waarbij de kampioen rechtstreeks promoveert naar de Ykkösliiga en de nummers elf en twaalf degraderen naar de Kakkonen. Er vindt wel een eindronde voor promotie plaats naar de Ykkösliiga, maar niet tegen degradatie naar de Kakkonen.

## Overzicht van het huidige systeem (2024–)
| Niveau | Competitie(s)/Divisie(s) | Competitie(s)/Divisie(s) | Competitie(s)/Divisie(s) | Competitie(s)/Divisie(s) | Competitie(s)/Divisie(s) | Competitie(s)/Divisie(s) | Competitie(s)/Divisie(s) | Competitie(s)/Divisie(s) | Competitie(s)/Divisie(s) | Competitie(s)/Divisie(s) | Competitie(s)/Divisie(s) | Competitie(s)/Divisie(s) | Competitie(s)/Divisie(s) | Competitie(s)/Divisie(s) | Competitie(s)/Divisie(s) | Competitie(s)/Divisie(s) | Competitie(s)/Divisie(s) | Competitie(s)/Divisie(s) | Competitie(s)/Divisie(s) | Competitie(s)/Divisie(s) | Competitie(s)/Divisie(s) | Competitie(s)/Divisie(s) | Competitie(s)/Divisie(s) | Competitie(s)/Divisie(s) |  |  |  |  |  |  |  |  |  |  |  |  |
| 1      | Veikkausliiga 12 clubs 1. Kampioen 11. Promotie-/degradatiewedstrijden tegen runner-up van de Ykkösliiga 12. Degradatie naar Ykkösliiga                                                                                              | Veikkausliiga 12 clubs 1. Kampioen 11. Promotie-/degradatiewedstrijden tegen runner-up van de Ykkösliiga 12. Degradatie naar Ykkösliiga                                                                                              | Veikkausliiga 12 clubs 1. Kampioen 11. Promotie-/degradatiewedstrijden tegen runner-up van de Ykkösliiga 12. Degradatie naar Ykkösliiga                                                                                              | Veikkausliiga 12 clubs 1. Kampioen 11. Promotie-/degradatiewedstrijden tegen runner-up van de Ykkösliiga 12. Degradatie naar Ykkösliiga                                                                                              | Veikkausliiga 12 clubs 1. Kampioen 11. Promotie-/degradatiewedstrijden tegen runner-up van de Ykkösliiga 12. Degradatie naar Ykkösliiga                                                                                              | Veikkausliiga 12 clubs 1. Kampioen 11. Promotie-/degradatiewedstrijden tegen runner-up van de Ykkösliiga 12. Degradatie naar Ykkösliiga                                                                                              | Veikkausliiga 12 clubs 1. Kampioen 11. Promotie-/degradatiewedstrijden tegen runner-up van de Ykkösliiga 12. Degradatie naar Ykkösliiga                                                                                              | Veikkausliiga 12 clubs 1. Kampioen 11. Promotie-/degradatiewedstrijden tegen runner-up van de Ykkösliiga 12. Degradatie naar Ykkösliiga                                                                                              | Veikkausliiga 12 clubs 1. Kampioen 11. Promotie-/degradatiewedstrijden tegen runner-up van de Ykkösliiga 12. Degradatie naar Ykkösliiga                                                                                              | Veikkausliiga 12 clubs 1. Kampioen 11. Promotie-/degradatiewedstrijden tegen runner-up van de Ykkösliiga 12. Degradatie naar Ykkösliiga                                                                                              | Veikkausliiga 12 clubs 1. Kampioen 11. Promotie-/degradatiewedstrijden tegen runner-up van de Ykkösliiga 12. Degradatie naar Ykkösliiga                                                                                              | Veikkausliiga 12 clubs 1. Kampioen 11. Promotie-/degradatiewedstrijden tegen runner-up van de Ykkösliiga 12. Degradatie naar Ykkösliiga                                                                                              | Veikkausliiga 12 clubs 1. Kampioen 11. Promotie-/degradatiewedstrijden tegen runner-up van de Ykkösliiga 12. Degradatie naar Ykkösliiga                                                                                              | Veikkausliiga 12 clubs 1. Kampioen 11. Promotie-/degradatiewedstrijden tegen runner-up van de Ykkösliiga 12. Degradatie naar Ykkösliiga                                                                                              | Veikkausliiga 12 clubs 1. Kampioen 11. Promotie-/degradatiewedstrijden tegen runner-up van de Ykkösliiga 12. Degradatie naar Ykkösliiga                                                                                              | Veikkausliiga 12 clubs 1. Kampioen 11. Promotie-/degradatiewedstrijden tegen runner-up van de Ykkösliiga 12. Degradatie naar Ykkösliiga                                                                                              | Veikkausliiga 12 clubs 1. Kampioen 11. Promotie-/degradatiewedstrijden tegen runner-up van de Ykkösliiga 12. Degradatie naar Ykkösliiga                                                                                              | Veikkausliiga 12 clubs 1. Kampioen 11. Promotie-/degradatiewedstrijden tegen runner-up van de Ykkösliiga 12. Degradatie naar Ykkösliiga                                                                                              | Veikkausliiga 12 clubs 1. Kampioen 11. Promotie-/degradatiewedstrijden tegen runner-up van de Ykkösliiga 12. Degradatie naar Ykkösliiga                                                                                              | Veikkausliiga 12 clubs 1. Kampioen 11. Promotie-/degradatiewedstrijden tegen runner-up van de Ykkösliiga 12. Degradatie naar Ykkösliiga                                                                                              | Veikkausliiga 12 clubs 1. Kampioen 11. Promotie-/degradatiewedstrijden tegen runner-up van de Ykkösliiga 12. Degradatie naar Ykkösliiga                                                                                              | Veikkausliiga 12 clubs 1. Kampioen 11. Promotie-/degradatiewedstrijden tegen runner-up van de Ykkösliiga 12. Degradatie naar Ykkösliiga                                                                                              | Veikkausliiga 12 clubs 1. Kampioen 11. Promotie-/degradatiewedstrijden tegen runner-up van de Ykkösliiga 12. Degradatie naar Ykkösliiga                                                                                              | Veikkausliiga 12 clubs 1. Kampioen 11. Promotie-/degradatiewedstrijden tegen runner-up van de Ykkösliiga 12. Degradatie naar Ykkösliiga                                                                                              |  |  |  |  |  |  |  |  |  |  |  |  |
| 2      | Ykkösliiga 10 clubs 1. Kampioen en promotie naar Veikkausliiga 2. Promotie-/degradatiewedstrijden tegen nummer 11 van de Veikkausliiga 9. Promotie-/degradatiewedstrijden tegen runner-up van de Ykkönen 10. Degradatie naar Ykkönen | Ykkösliiga 10 clubs 1. Kampioen en promotie naar Veikkausliiga 2. Promotie-/degradatiewedstrijden tegen nummer 11 van de Veikkausliiga 9. Promotie-/degradatiewedstrijden tegen runner-up van de Ykkönen 10. Degradatie naar Ykkönen | Ykkösliiga 10 clubs 1. Kampioen en promotie naar Veikkausliiga 2. Promotie-/degradatiewedstrijden tegen nummer 11 van de Veikkausliiga 9. Promotie-/degradatiewedstrijden tegen runner-up van de Ykkönen 10. Degradatie naar Ykkönen | Ykkösliiga 10 clubs 1. Kampioen en promotie naar Veikkausliiga 2. Promotie-/degradatiewedstrijden tegen nummer 11 van de Veikkausliiga 9. Promotie-/degradatiewedstrijden tegen runner-up van de Ykkönen 10. Degradatie naar Ykkönen | Ykkösliiga 10 clubs 1. Kampioen en promotie naar Veikkausliiga 2. Promotie-/degradatiewedstrijden tegen nummer 11 van de Veikkausliiga 9. Promotie-/degradatiewedstrijden tegen runner-up van de Ykkönen 10. Degradatie naar Ykkönen | Ykkösliiga 10 clubs 1. Kampioen en promotie naar Veikkausliiga 2. Promotie-/degradatiewedstrijden tegen nummer 11 van de Veikkausliiga 9. Promotie-/degradatiewedstrijden tegen runner-up van de Ykkönen 10. Degradatie naar Ykkönen | Ykkösliiga 10 clubs 1. Kampioen en promotie naar Veikkausliiga 2. Promotie-/degradatiewedstrijden tegen nummer 11 van de Veikkausliiga 9. Promotie-/degradatiewedstrijden tegen runner-up van de Ykkönen 10. Degradatie naar Ykkönen | Ykkösliiga 10 clubs 1. Kampioen en promotie naar Veikkausliiga 2. Promotie-/degradatiewedstrijden tegen nummer 11 van de Veikkausliiga 9. Promotie-/degradatiewedstrijden tegen runner-up van de Ykkönen 10. Degradatie naar Ykkönen | Ykkösliiga 10 clubs 1. Kampioen en promotie naar Veikkausliiga 2. Promotie-/degradatiewedstrijden tegen nummer 11 van de Veikkausliiga 9. Promotie-/degradatiewedstrijden tegen runner-up van de Ykkönen 10. Degradatie naar Ykkönen | Ykkösliiga 10 clubs 1. Kampioen en promotie naar Veikkausliiga 2. Promotie-/degradatiewedstrijden tegen nummer 11 van de Veikkausliiga 9. Promotie-/degradatiewedstrijden tegen runner-up van de Ykkönen 10. Degradatie naar Ykkönen | Ykkösliiga 10 clubs 1. Kampioen en promotie naar Veikkausliiga 2. Promotie-/degradatiewedstrijden tegen nummer 11 van de Veikkausliiga 9. Promotie-/degradatiewedstrijden tegen runner-up van de Ykkönen 10. Degradatie naar Ykkönen | Ykkösliiga 10 clubs 1. Kampioen en promotie naar Veikkausliiga 2. Promotie-/degradatiewedstrijden tegen nummer 11 van de Veikkausliiga 9. Promotie-/degradatiewedstrijden tegen runner-up van de Ykkönen 10. Degradatie naar Ykkönen | Ykkösliiga 10 clubs 1. Kampioen en promotie naar Veikkausliiga 2. Promotie-/degradatiewedstrijden tegen nummer 11 van de Veikkausliiga 9. Promotie-/degradatiewedstrijden tegen runner-up van de Ykkönen 10. Degradatie naar Ykkönen | Ykkösliiga 10 clubs 1. Kampioen en promotie naar Veikkausliiga 2. Promotie-/degradatiewedstrijden tegen nummer 11 van de Veikkausliiga 9. Promotie-/degradatiewedstrijden tegen runner-up van de Ykkönen 10. Degradatie naar Ykkönen | Ykkösliiga 10 clubs 1. Kampioen en promotie naar Veikkausliiga 2. Promotie-/degradatiewedstrijden tegen nummer 11 van de Veikkausliiga 9. Promotie-/degradatiewedstrijden tegen runner-up van de Ykkönen 10. Degradatie naar Ykkönen | Ykkösliiga 10 clubs 1. Kampioen en promotie naar Veikkausliiga 2. Promotie-/degradatiewedstrijden tegen nummer 11 van de Veikkausliiga 9. Promotie-/degradatiewedstrijden tegen runner-up van de Ykkönen 10. Degradatie naar Ykkönen | Ykkösliiga 10 clubs 1. Kampioen en promotie naar Veikkausliiga 2. Promotie-/degradatiewedstrijden tegen nummer 11 van de Veikkausliiga 9. Promotie-/degradatiewedstrijden tegen runner-up van de Ykkönen 10. Degradatie naar Ykkönen | Ykkösliiga 10 clubs 1. Kampioen en promotie naar Veikkausliiga 2. Promotie-/degradatiewedstrijden tegen nummer 11 van de Veikkausliiga 9. Promotie-/degradatiewedstrijden tegen runner-up van de Ykkönen 10. Degradatie naar Ykkönen | Ykkösliiga 10 clubs 1. Kampioen en promotie naar Veikkausliiga 2. Promotie-/degradatiewedstrijden tegen nummer 11 van de Veikkausliiga 9. Promotie-/degradatiewedstrijden tegen runner-up van de Ykkönen 10. Degradatie naar Ykkönen | Ykkösliiga 10 clubs 1. Kampioen en promotie naar Veikkausliiga 2. Promotie-/degradatiewedstrijden tegen nummer 11 van de Veikkausliiga 9. Promotie-/degradatiewedstrijden tegen runner-up van de Ykkönen 10. Degradatie naar Ykkönen | Ykkösliiga 10 clubs 1. Kampioen en promotie naar Veikkausliiga 2. Promotie-/degradatiewedstrijden tegen nummer 11 van de Veikkausliiga 9. Promotie-/degradatiewedstrijden tegen runner-up van de Ykkönen 10. Degradatie naar Ykkönen | Ykkösliiga 10 clubs 1. Kampioen en promotie naar Veikkausliiga 2. Promotie-/degradatiewedstrijden tegen nummer 11 van de Veikkausliiga 9. Promotie-/degradatiewedstrijden tegen runner-up van de Ykkönen 10. Degradatie naar Ykkönen | Ykkösliiga 10 clubs 1. Kampioen en promotie naar Veikkausliiga 2. Promotie-/degradatiewedstrijden tegen nummer 11 van de Veikkausliiga 9. Promotie-/degradatiewedstrijden tegen runner-up van de Ykkönen 10. Degradatie naar Ykkönen | Ykkösliiga 10 clubs 1. Kampioen en promotie naar Veikkausliiga 2. Promotie-/degradatiewedstrijden tegen nummer 11 van de Veikkausliiga 9. Promotie-/degradatiewedstrijden tegen runner-up van de Ykkönen 10. Degradatie naar Ykkönen |  |  |  |  |  |  |  |  |  |  |  |  |
| 3      | Ykkönen 12 clubs 1. Kampioen en promotie naar Ykkösliiga 2. Promotie-/degradatiewedstrijden tegen nummer 9 van de Ykkösliiga 11. Degradatie naar Kakkonen 12. Degradatie naar Kakkonen                                               | Ykkönen 12 clubs 1. Kampioen en promotie naar Ykkösliiga 2. Promotie-/degradatiewedstrijden tegen nummer 9 van de Ykkösliiga 11. Degradatie naar Kakkonen 12. Degradatie naar Kakkonen                                               | Ykkönen 12 clubs 1. Kampioen en promotie naar Ykkösliiga 2. Promotie-/degradatiewedstrijden tegen nummer 9 van de Ykkösliiga 11. Degradatie naar Kakkonen 12. Degradatie naar Kakkonen                                               | Ykkönen 12 clubs 1. Kampioen en promotie naar Ykkösliiga 2. Promotie-/degradatiewedstrijden tegen nummer 9 van de Ykkösliiga 11. Degradatie naar Kakkonen 12. Degradatie naar Kakkonen                                               | Ykkönen 12 clubs 1. Kampioen en promotie naar Ykkösliiga 2. Promotie-/degradatiewedstrijden tegen nummer 9 van de Ykkösliiga 11. Degradatie naar Kakkonen 12. Degradatie naar Kakkonen                                               | Ykkönen 12 clubs 1. Kampioen en promotie naar Ykkösliiga 2. Promotie-/degradatiewedstrijden tegen nummer 9 van de Ykkösliiga 11. Degradatie naar Kakkonen 12. Degradatie naar Kakkonen                                               | Ykkönen 12 clubs 1. Kampioen en promotie naar Ykkösliiga 2. Promotie-/degradatiewedstrijden tegen nummer 9 van de Ykkösliiga 11. Degradatie naar Kakkonen 12. Degradatie naar Kakkonen                                               | Ykkönen 12 clubs 1. Kampioen en promotie naar Ykkösliiga 2. Promotie-/degradatiewedstrijden tegen nummer 9 van de Ykkösliiga 11. Degradatie naar Kakkonen 12. Degradatie naar Kakkonen                                               | Ykkönen 12 clubs 1. Kampioen en promotie naar Ykkösliiga 2. Promotie-/degradatiewedstrijden tegen nummer 9 van de Ykkösliiga 11. Degradatie naar Kakkonen 12. Degradatie naar Kakkonen                                               | Ykkönen 12 clubs 1. Kampioen en promotie naar Ykkösliiga 2. Promotie-/degradatiewedstrijden tegen nummer 9 van de Ykkösliiga 11. Degradatie naar Kakkonen 12. Degradatie naar Kakkonen                                               | Ykkönen 12 clubs 1. Kampioen en promotie naar Ykkösliiga 2. Promotie-/degradatiewedstrijden tegen nummer 9 van de Ykkösliiga 11. Degradatie naar Kakkonen 12. Degradatie naar Kakkonen                                               | Ykkönen 12 clubs 1. Kampioen en promotie naar Ykkösliiga 2. Promotie-/degradatiewedstrijden tegen nummer 9 van de Ykkösliiga 11. Degradatie naar Kakkonen 12. Degradatie naar Kakkonen                                               | Ykkönen 12 clubs 1. Kampioen en promotie naar Ykkösliiga 2. Promotie-/degradatiewedstrijden tegen nummer 9 van de Ykkösliiga 11. Degradatie naar Kakkonen 12. Degradatie naar Kakkonen                                               | Ykkönen 12 clubs 1. Kampioen en promotie naar Ykkösliiga 2. Promotie-/degradatiewedstrijden tegen nummer 9 van de Ykkösliiga 11. Degradatie naar Kakkonen 12. Degradatie naar Kakkonen                                               | Ykkönen 12 clubs 1. Kampioen en promotie naar Ykkösliiga 2. Promotie-/degradatiewedstrijden tegen nummer 9 van de Ykkösliiga 11. Degradatie naar Kakkonen 12. Degradatie naar Kakkonen                                               | Ykkönen 12 clubs 1. Kampioen en promotie naar Ykkösliiga 2. Promotie-/degradatiewedstrijden tegen nummer 9 van de Ykkösliiga 11. Degradatie naar Kakkonen 12. Degradatie naar Kakkonen                                               | Ykkönen 12 clubs 1. Kampioen en promotie naar Ykkösliiga 2. Promotie-/degradatiewedstrijden tegen nummer 9 van de Ykkösliiga 11. Degradatie naar Kakkonen 12. Degradatie naar Kakkonen                                               | Ykkönen 12 clubs 1. Kampioen en promotie naar Ykkösliiga 2. Promotie-/degradatiewedstrijden tegen nummer 9 van de Ykkösliiga 11. Degradatie naar Kakkonen 12. Degradatie naar Kakkonen                                               | Ykkönen 12 clubs 1. Kampioen en promotie naar Ykkösliiga 2. Promotie-/degradatiewedstrijden tegen nummer 9 van de Ykkösliiga 11. Degradatie naar Kakkonen 12. Degradatie naar Kakkonen                                               | Ykkönen 12 clubs 1. Kampioen en promotie naar Ykkösliiga 2. Promotie-/degradatiewedstrijden tegen nummer 9 van de Ykkösliiga 11. Degradatie naar Kakkonen 12. Degradatie naar Kakkonen                                               | Ykkönen 12 clubs 1. Kampioen en promotie naar Ykkösliiga 2. Promotie-/degradatiewedstrijden tegen nummer 9 van de Ykkösliiga 11. Degradatie naar Kakkonen 12. Degradatie naar Kakkonen                                               | Ykkönen 12 clubs 1. Kampioen en promotie naar Ykkösliiga 2. Promotie-/degradatiewedstrijden tegen nummer 9 van de Ykkösliiga 11. Degradatie naar Kakkonen 12. Degradatie naar Kakkonen                                               | Ykkönen 12 clubs 1. Kampioen en promotie naar Ykkösliiga 2. Promotie-/degradatiewedstrijden tegen nummer 9 van de Ykkösliiga 11. Degradatie naar Kakkonen 12. Degradatie naar Kakkonen                                               | Ykkönen 12 clubs 1. Kampioen en promotie naar Ykkösliiga 2. Promotie-/degradatiewedstrijden tegen nummer 9 van de Ykkösliiga 11. Degradatie naar Kakkonen 12. Degradatie naar Kakkonen                                               |  |  |  |  |  |  |  |  |  |  |  |  |
| 4      | Kakkonen Groep A 14 clubs 01. promotie 12., 13. en 14. degradatie | Kakkonen Groep A 14 clubs 01. promotie 12., 13. en 14. degradatie | Kakkonen Groep A 14 clubs 01. promotie 12., 13. en 14. degradatie | Kakkonen Groep A 14 clubs 01. promotie 12., 13. en 14. degradatie | Kakkonen Groep A 14 clubs 01. promotie 12., 13. en 14. degradatie | Kakkonen Groep A 14 clubs 01. promotie 12., 13. en 14. degradatie | Kakkonen Groep A 14 clubs 01. promotie 12., 13. en 14. degradatie | Kakkonen Groep A 14 clubs 01. promotie 12., 13. en 14. degradatie | Kakkonen Groep B 14 clubs 01. promotie 12., 13. en 14. degradatie | Kakkonen Groep B 14 clubs 01. promotie 12., 13. en 14. degradatie | Kakkonen Groep B 14 clubs 01. promotie 12., 13. en 14. degradatie | Kakkonen Groep B 14 clubs 01. promotie 12., 13. en 14. degradatie | Kakkonen Groep B 14 clubs 01. promotie 12., 13. en 14. degradatie | Kakkonen Groep B 14 clubs 01. promotie 12., 13. en 14. degradatie | Kakkonen Groep B 14 clubs 01. promotie 12., 13. en 14. degradatie | Kakkonen Groep B 14 clubs 01. promotie 12., 13. en 14. degradatie | Kakkonen Groep C 14 clubs 01. promotie 12., 13. en 14. degradatie | Kakkonen Groep C 14 clubs 01. promotie 12., 13. en 14. degradatie | Kakkonen Groep C 14 clubs 01. promotie 12., 13. en 14. degradatie | Kakkonen Groep C 14 clubs 01. promotie 12., 13. en 14. degradatie | Kakkonen Groep C 14 clubs 01. promotie 12., 13. en 14. degradatie | Kakkonen Groep C 14 clubs 01. promotie 12., 13. en 14. degradatie | Kakkonen Groep C 14 clubs 01. promotie 12., 13. en 14. degradatie | Kakkonen Groep C 14 clubs 01. promotie 12., 13. en 14. degradatie |  |  |  |  |  |  |  |  |  |  |  |  |
| 5      | Twaalf regionale competities | Twaalf regionale competities | Twaalf regionale competities | Twaalf regionale competities | Twaalf regionale competities | Twaalf regionale competities | Twaalf regionale competities | Twaalf regionale competities | Twaalf regionale competities | Twaalf regionale competities | Twaalf regionale competities | Twaalf regionale competities | Twaalf regionale competities | Twaalf regionale competities | Twaalf regionale competities | Twaalf regionale competities | Twaalf regionale competities | Twaalf regionale competities | Twaalf regionale competities | Twaalf regionale competities | Twaalf regionale competities | Twaalf regionale competities | Twaalf regionale competities | Twaalf regionale competities |  |  |  |  |  |  |  |  |  |  |  |  |